# Deor

Deor, également appelé La Lamentation de Deor (The Lament of Deor), est un poème allitératif en vieil anglais long de 42 vers préservé dans le Livre d'Exeter, un manuscrit du Xe siècle (mais le poème lui-même pourrait être plus ancien). 
Le narrateur compare sa triste situation à celle de plusieurs personnages issus des mythes et légendes germaniques : Welund le forgeron et sa captive Beadohilde ; le couple malheureux de Mæðhilde et Geat ; ainsi que les rois goths Théodoric et Ermanaric. Après chaque allusion revient le vers « þæs ofereode, þisses swa mæg! » : « cela est passé, et ceci passera peut-être de même ». Ce n'est qu'à la fin du poème que la détresse du narrateur est expliquée : il révèle qu'il s'appelle Deor et qu'il était le barde des Heodenings jusqu'à ce qu'un certain Heorrenda, jugé plus talentueux, lui ravisse sa position.

## Histoire

### Datation
Dans son édition de Deor, Kemp Malone énumère les différentes dates proposées pour la rédaction du poème, qui s'échelonnent du Ve siècle au Xe siècle. D'après le dialecte employé et les références du poète, il estime qu'une date aux alentours de l'an 950, soit la période à laquelle le Livre d'Exeter a été rédigé, est la plus vraisemblable.

### Genre littéraire
Selon Vladimir Brljak, le genre attribué au poème devrait être de casibus, mais il ne donne aucune explication de ce type de littéraire. Malgré cela, le texte est d’une grande importance dans la littérature anglo-saxonne par son introduction de la lamentation comme thème principal et par son utilisation de la dimension héroïque d’histoire germanique. Sa pertinence est aussi marquée par un contexte culturel bien précis dans la communauté de l’époque. En effet, l’utilisation d’histoires héroïques remontant au paganisme nordique (Völundarkviða) avec l’utilisation du mot « Seigneur » (« drihten ») reflète la cohabitation d’idéaux chrétiens qui prennent leur expansion à travers l’Europe avec l’héritage germanique de vieux mythes nordiques. 

### Contexte historique
Puisque la datation du poème comme tel est pratiquement impossible et que les estimations diffèrent, il est difficile de situer l’œuvre dans un contexte précis. Par contre, les estimations de la date de production du livre d’Exeter, le travail de compilation dans lequel le poème se trouve, sont beaucoup plus précises. En effet, ce manuscrit date d’entre 960 et 990 selon les spécialistes et il est l’œuvre des Bénédictins. À travers le Moyen Âge, de nombreux chrétiens ont tenté de mettre sur papier les histoires, les mythes et les croyances païennes. Le meilleur exemple est celui de l’Edda de Snorri, une compilation des mythes nordiques rédigée par un Islandais au XIIIe siècle.

## Contenu

### Interprétation
Le narrateur de Deor relate successivement cinq histoires malheureuses qui proviennent des mythes et légendes germaniques.

Les deux premières (v. 1-13) se rapportent à Welund et Beadohilde, deux personnages dont l'histoire est relatée de manière plus détaillée dans la Völundarkviða et la Þiðrekssaga, deux poèmes norrois de l'Edda poétique. 

« Dans ces textes, Weland (version anglo-saxonne du nom norrois Völundr) et ses deux frères tombent sur trois femmes-cygnes, des créatures mythologiques pouvant changer de forme, qui deviennent ensuite leurs femmes. Après sept ans, elles finissent par s’enfuir et les frères de Weland décident de les pourchasser sans lui. Le roi Niðhad, également mentionné dans Deor, le capture quand il apprend qu’il est seul sur ses terres. Il lui ravit son épée, qu’il garde pour lui-même, et la bague de sa femme, qu’il donne à sa fille Beadohild. Il lui fait couper les tendons des jambes et le retient captif sur une île en utilisant ses habiletés de forgeron à ses profits. Pour se venger, le forgeron tue les deux fils du roi et séduit la princesse Beadohild, qu'il met enceinte, avant de s’enfuir. »

La troisième histoire (v. 14-17) est plus délicate à identifier. D'après Malone, elle fait référence à une ballade connue dans les pays nordiques, « Le Pouvoir de la harpe » (Harpans kraft). Les versions norvégienne et islandaise diffèrent quelque peu, mais elles partagent la même base : 

« Geat épouse une femme nommée Magnhild. Un jour qu’il la surprend à pleurer, elle lui explique que son destin est de mourir dans la rivière avoisinante (celle-ci varie selon les versions). Il lui promet donc de construire un pont sur cette rivière, ce qui ne l’empêche pas d’y tomber (les circonstances de la chute varient selon les versions). Geat utilise sa harpe pour ramener sa femme à la vie et il réussit (la fin varie selon les versions). »

La quatrième histoire (v. 18-20) fait référence à Théodoric le Grand, roi des Ostrogoths au VIe siècle. Malone considère que cette identification n'est pas parfaitement assurée, car les Mærings sur lesquels règne le Théodoric du poème restaient un mystère à son époque. Ce terme semble maintenant être attribué aux Goths.[réf. nécessaire]
La cinquième histoire (v. 21-27) fait référence à Ermanaric, roi des Goths au IVe siècle. Contrairement aux autres allusions, dans celle-ci, ce n'est pas l'individu nommé qui souffre, mais ses sujets.
Le narrateur développe ensuite la morale du poème (v. 28-34). Il met l'emphase sur l'espoir et explique la répétition du vers « Cela est passé, et ceci passera peut-être de même. ». En mettant en parallèle sa situation avec d'autres, il s'accroche à l’idée que chacun des individus qu'il nomme finissent par connaître une fin plus joyeuse : Weland par sa vengeance, Beadohild par la naissance de son enfant, Geat par le corps de sa femme qui lui est rendu, Théodoric par sa propre mort qui le sauve de la charge du pouvoir et le peuple goth par la mort du tyran Ermanaric. La mention du Dieu chrétien dans cette partie du poème est représentative de la mentalité anglo-saxonne où cohabitent le monothéisme chrétien et les références au passé germanique.
Enfin, le narrateur raconte sa propre histoire (v. 35-42). Selon Malone, elle est complètement fictive, mais son importance est d'ordre symbolique. Le rival Heorrenda, qui capte la fonction et les biens de Deor, représenterait l'adversité. Les Heodenings sont difficilement identifiables, mais ils pourraient constituer une allusion . Une supposition probable pourrait pointée vers une référence au Hjaðningavíg (« La bataille des Heodenings »), une légende norroise sur une guerre sans fin.

### Langage
Le poème est rédigé en vieil anglais, mais la traduction parfaite de ce poème en anglais moderne est impossible. Plusieurs difficultés de linguistiques amènent plusieurs traductions différentes et ainsi des interprétations distinctes peuvent émergés de ce problème. Selon Malone, le langage et la dialectique utilisée ne donnent pas assez de preuves quant à l’origine de l’auteur. D’ailleurs, Deor n’est probablement pas son réel prénom puisque ce mot signifie larme en vieil irlandais et n’est probablement qu’un autre outil symbolique pour affirmer l’espoir malgré la condition humaine du désespoir.[réf. nécessaire]

### Différences d'interprétations
La difficulté de la traduction explique quelques variantes dans les interprétations des érudits que se sont intéressés au texte. William Witherle Lawrence avance la possibilité que les lignes 31 à 34, qui évoquent le Dieu chrétien, aient été rajoutées plus tard par un individu qui aurait voulu donner une connotation religieuse à ce message d’espoir. Pour expliquer cette supposition, Lawrence met l’emphase sur le manque d’harmonie et de cohésion entre ce passage et le reste du texte. Par contre, cet ajout n’explique pas l’apparent changement de ton des lignes 28 à 30. Selon Lawrence, la mauvaise transcription d’un scribe maladroit en serait la cause.
Les lignes 14 à 17 sont particulièrement problématiques. L'interprétation de Malone, qui y voit une allusion à la ballade scandinave Harpans kraft, ne fait pas l'unanimité, d'autant que cette ballade est connue sous plusieurs dizaines de variantes et que sa date d'apparition est inconnue. Certains chercheurs proposent de lire non pas le nom Mæðhilde, mais mæð Hilde en deux mots, soit « le viol de Hild ». Pour Frederick Tupper Jr., il pourrait s'agir d'une référence au viol d'Odila dans la Þiðrekssaga. Cependant, cette interprétation pose problème, car les noms Odila et Hild n'ont rien à voir. Tupper suggère que le poète aurait remplacé un nom peu courant par un autre plus familier aux Anglo-Saxons, mais cette théorie est peu convaincante. Les différentes interprétations s’éloignant de celle basée sur la balade scandinave n’offre pas d’explication satisfaisante quant au terme geat, qui semble aussi être un prénom.[réf. nécessaire]
Frederick Tupper Jr. propose que Hilde soit tout simplement le diminutif de Beadohild et que ce passage soit une nouvelle allusion à son histoire avec Weland. Cependant, cette interprétation n'est pas cohérente avec le reste du poème, où la formule « Cela est passé, et ceci passera peut-être de même. » marque le passage d'un exemple à un autre. Rien n'explique pourquoi l'auteur aurait choisi de reprendre Beadohild comme exemple deux fois de suite.[réf. nécessaire]